# محمد محمود ولد الشيخ زيدان
محمد محمود بن زيدان (1336 هـ/1918م-1414 هـ/1993م) هو عاِلم ديني موريتاني عاش في موريتانيا ثم هاجر إلى المدينة المنورة ودفن في البقيع.

## نسبه
محمد محمود بن زيدان بن غالي ولد مختار فال بن أحمد تلمود البُسَاتي (البُصادي) الساعدي، الأنصاري نسبًا، الشنقيطي أصلاً، الأشعري معتقداً. وهو من قبيلة من الشناقطة يرجع نسبها إلى بنو ساعدة.

## سيرته وطلبه للعلم
ولد في تكانت عام 1336 هـ 1918م بموريتانيا المسماة بإقليم شنقيط قديماً.
تفقه وطلب العلم ببلده عن أسلافه، كما حفظ القرآن عن والده الشيخ ابن زيدان وعن ابن عمه محمد محمود بن الدها بن زيدان، ثم انتقل إلى محضرة المصطفى بن ديه الأبْييري ثم محضرة أحمد بن مود الجكني، وكانتا أشهر محضرتين في جهة تكانت بشنقيط، فتلقى فيهما مختلف العلوم العقلية والنقلية وأجاز له كِلا الشيخين، وأخذ علم أصول الفقه عن محمد يحيى بن الشيخ الحسين الجكني.

## مؤلفاته وآثاره
كان متخصصًا في دراسة علوم التوحيد والفقه وأصوله، وقد كتب 17 رسالة تتناول مواضيع مختلفة ومتنوعة.
ألف كتاباً بعنوان: "إرشاد المسترشدين بإيضاح المحجة وإلزام المعاندين بإقامة الحجة"، حيث تناول فيه الدساتير الوضعية وحاول توضيح الخلل الذي قد يكون موجوداً فيها والتناقض مع الشريعة الإسلامية. له العديد من الفتاوى لم تُنشر بعد حول مسائل فقهية.
أمضى حوالي عشرون سنة في الدراسة بالمسجد النبوي، تخصص الأصول والفقه، وتلقى التعليم في بيته أيضًا. عمل مفتيًا للمالكية في المدينة المنورة آنذاك، فكان بيته مكاناً للطلبة والمتقاضين والمستفتيين.

## هجرته إلى المدينة النبوية
عندما بلغ الستين قرر أداء فريضة الحج في عام 1394هـ/1974م والاستقرار في المدينة المنورة أين استقر أسلافه من بنو ساعدة من الخزرج الأنصار.
فأدى فريضة الحج ثم جلب أسرته إليه. فبعد عدة سنوات، انضمت زوجته وبعض بنيه إليه في المدينة المنورة في عام 1399هـ/1978م، فيما بقي الأطفال الصغار في بلادهم حتى انضموا إليه في عام 1980م. 
عمل كمفتي للمالكية في المدينة المنورة ودرّس في المسجد النبوي الشريف بدون أجر قرابة 20 سنة علمي الأصول والفقه. 
كان يقطن في عمارة شمال المسجد النبوي يستقبل طلابه عصرًا، ومن طلابه آنذاك مدرس مادة أصول الفقه بالجامعة الإسلامية بالمدينة المنورة مصطفى قاري السعودي الجنسية البخاري الأصل يدرس عنده متن نظم مراقي السعود في أصول الفقه. إلا أنه لم تكن له حلقة علم عامة بل كل من أراد سؤاله أو قراءة كتاب عليه من كتب الفقه أو الأصول أو نحو ذلك جاءه لمحله المألوف بالحرم النبوي عند المحراب الحنفي الذي يلي مباشرة المحراب النبوي من الجهة الغربية بينهما المنبر النبوي، وكان يستقبل السائلين في محله المألوف بالحرم النبوي.

## من تلامذته
- عمر فاروق عبد الله، أكاديمي أمريكي.[3]
- عبد الله حمَّادي الإدريسي البشاري الجزائري، متحصل على شهادة الإجازة العالية من كلية الشريعة بالجامعة الإسلامية بالمدينة المنورة وباحث في تاريخ ولاية بشار له كتب مطبوعة وأخرى تعد للطبع.
- أبو عبد البر محمد السنيني المنيعي الجزائري، المدرس بجامعة مدينة بشار بالجزائر اليوم والداعية المشارك في عدة ملتقيات محلية ودولية وعمدة بلدة بشار في المذهب المالكي.
- أبو معاد العربي علالي بن علي الجريري الجزائري، الأستاذ الجامعي وعضو برلماني يمثل حزب حركة حمس الجزائرية بالجزائر وهو أيضا من مدينة بشار.
- الشقيقان عبد الوهاب بن محمد بن علي وهابي الجريري الجزائري وشقيقه المجاهد بأفغانستان نصر الدين بن محمد بن علي وهابي الجريري الجزائري صاحب الشيخ عبد الله عزّام.
- أبو بكر بن عبد الله سعداوي الجزائري، داعية يقطن بالإمارات العربية المتحدة مدير مركز المنتدى بها.

- عبد الله بن عمر بن مرعي بن بريك.
- زين العابدين العبد محمد النور من السودان، عضو في المجلس الاستشاري لمشروع الفقه المالكي بالدليل بدبي.
- بشير محمد البشير يوسف السوداني.
- محمد عوض السوري، داعية سوري درس على الشيخ جمع الجوامع لتاج الدين السبكي في أصول الفقه وغيره من المتون (توفي فجر يوم الثلاثاء 2/6/1430 هـ الموافق 26/5/2009م في المدينة المنورة).

صفوان بن عدنان الداودي الشامي.
- أبو قتيبة محمد بن عبد العزيز المقدسي الفلسطيني.
- العيد بن سعد الجزائري أبي عبد الباري العيد بن سعد شريفي الجزائري، المتخرج من جامعة المدينة النبوية، والأستاذ بكلية العلوم الإسلامية بجامعة الجزائر.

- مصطفى قاري السعودي الجنسية البخاري الأصل، درس عنده متن نظم مراقي السعود في أصول الفقه.
- الأستاذ مصطفى بن كـرامة الله مخـدوم، عضو هيئة تدريس بالمعهد العالي للأئمة والخطباء، عضو هيئة تدريس بمعهد خادم الحرمين لأبحاث الحج، أمين مجلس قسم اللغة العربية والدراسات الإسلامية بكلية التربية.
- سعد بن عبد الله الشريف.
- إسلام بن محمود دربالة.
- سالم الشيخي، القاضي الشرعي الليبي وخطيب مسجد ديزبري بمدينة مانشستر البريطانية وعضو المجلس الأوربي للإفتاء والبحوث، وعضو مجلس فقهاء الشريعة بأمريكا.
- مهنا بن عبد العزيز الحبيل، من السعودية، وهو الأمين العام للقاء الإسلامي الوطني في محافظة الأحساء بالسعودية.

## أقوال المعاصرين فيه
يقول عنه أحد تلامذته وهو زين العابدين العبد محمد النور من السودان: فقيه دار الهجرة وعالمها بالنوازل والوقائع فريد العصر مجتهد القرن الكاشف عن غوامض المسائل ذات الأخلاق العالية مربينا ومفيدنا فقيدنا فقيد الإسلام والمسلمين عالم المدينة ومفتيها وورعها فريد العصر.
من رسالة أرسلها تعزية لأبنائه.
وقال عنه د بشير محمد البشير يوسف وهو أحد تلامذته السودانيين وهم كثر: فقيد العلم والعلماء بقية السلف العالم العامل الورع الزاهد قبلة الفتوى ومأوى الطلاب سليل العلم والعلماء.

## وفاته
توفي ضحى يوم الأربعاء في المسجد النبوي سنة 1414 هـ في شهر صفر قرب المحراب النبوي بعد أدائه فريضة الصبح وكان حين وفاته يدرس أحد تلامذته.

## رثاؤه
رثاه نجله محمد عبد الله ولد محمد محمود بقصيدة تزيد على مائة بيت ذكر فيها بعض محامده وسيرة حياته منها:

## قراءة موسعة
- سيرة صاحب الترجمة المكتوبة في مقدمة كتابه: إرشاد المسترشدين بإيضاح المحجة وإلزام المعاندين بإقامة الحجة. طبع بلبنان.
- فتح الباري في مناقب العلامة الشنقيطي: محمد محمود الأنصاري بقلم تلميذه البشاري الجزائري: عبد الله حمَّادي الإدريسي.
- مقابلة مع الداعية الشيخ : سالم الشيخي.